# Martwe słonki (obraz Goi)

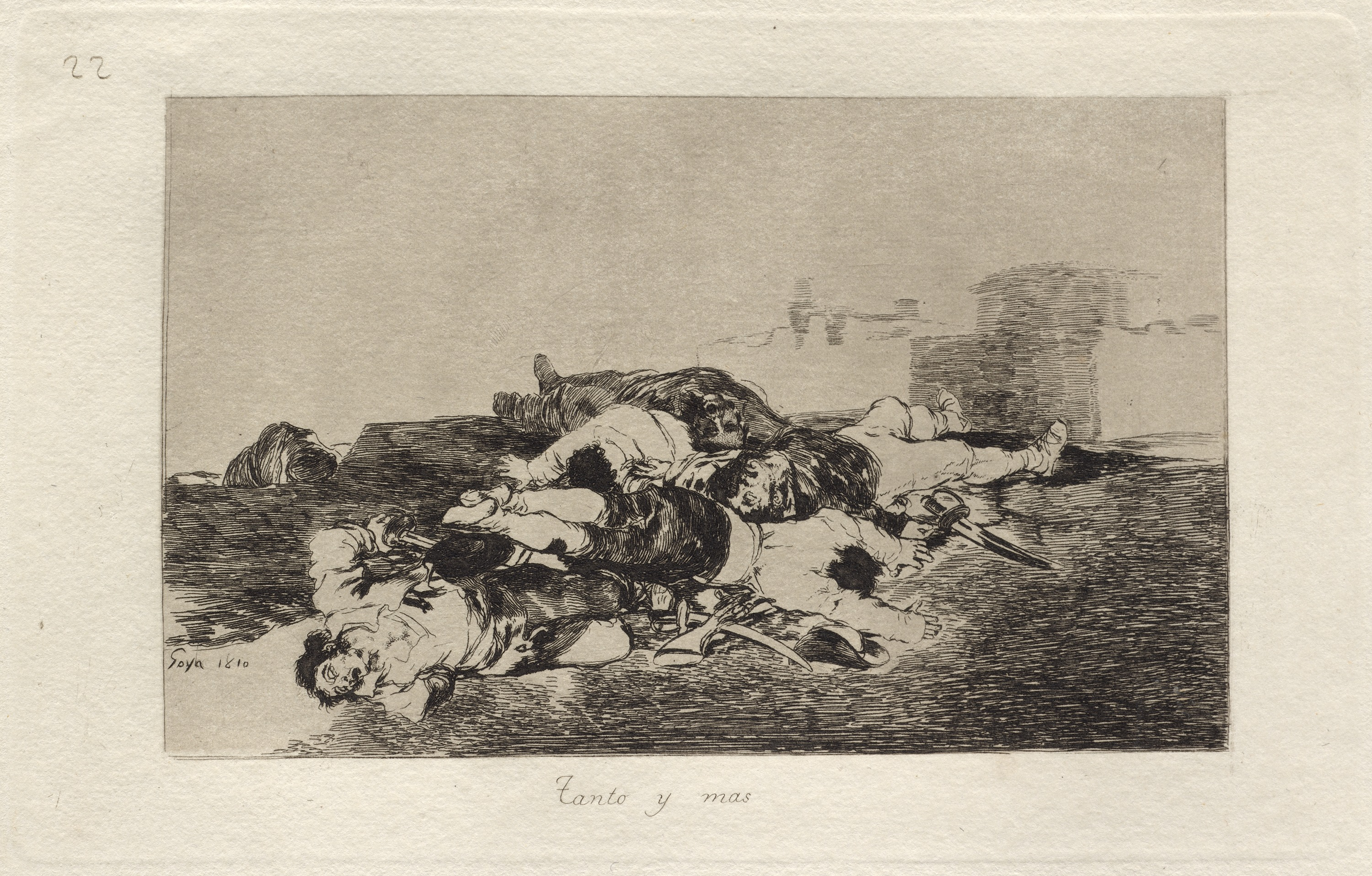
Rycina z serii Okropności wojny pt. Jeszcze gorzej

Martwe słonki (hiszp. Chochas lub Becadas muertas) – obraz olejny hiszpańskiego malarza Francisca Goi (1746–1828). Obecnie znajduje się w zbiorach Meadows Museum w Stanach Zjednoczonych.

## Okoliczności powstania
Martwa natura nie była częstym tematem w twórczości Goi, być może dlatego, że w jego epoce była uznawana za mniej wartościową niż malarstwo religijne, historyczne czy portrety. W XIX-wiecznej Hiszpanii ten rodzaj malarstwa reprezentowali m.in. Luis Paret y Alcázar oraz Luis Meléndez. Ich prace charakteryzował naturalizm oraz rokokowe przywiązanie do detalu. Wiadomo, że Goya namalował serię martwych natur w czasie hiszpańskiej wojny niepodległościowej (1807–1814) oraz na wygnaniu w Bordeaux. Jego dzieła są jednak dalekie od stylu rokoko czy préciosité, charakteryzują je grube pociągnięcia pędzlem oraz ograniczona paleta barw. Goya odrzuca tradycyjne ujęcie martwej natury i sięga do estetyki swojego mistrza Rembrandta. Ponadto martwe natury Goi stanowią wyraźną metaforę śmierci, martwe zwierzęta przypominają złożone ofiary, których ciała zostały przedstawione w bezpośredni i okrutny sposób. Temat śmierci, przemijania i fatalizmu często pojawia się w późniejszych pracach starzejącego się malarza, stając się niemal jego obsesją. Nie udało się ustalić dokładnej daty powstania tej serii martwych natur, jednak historycy sztuki sytuują je w przedziale 1808–1812 ze względu na analogiczne do powstałych w tym czasie rycin Okropności wojny ujęcie przemocy.

## Opis obrazu
Stos martwych ptaków – słonek, a także kaczek i innych ptaków wodnych został przedstawiony na neutralnym, ciemnym tle. Padające na nie światło sprawia, że wyłaniają się z ciemności. Kompozycja przypomina inne dzieło Goi z tego samego okresu pt. Martwa natura z ubitym ptactwem. Ptaki zostały namalowane przy użyciu ograniczonej palety barw, głównie ochry i brązu. Długie pociągnięcia pędzlem przy użyciu ciemnej czerwieni podkreślają dzioby ptaków. Znajdujący się pośrodku ptak ma sztywne nogi oraz uniesione skrzydło, co wskazuje na to, że został niedawno upolowany. Podobnie został przedstawiony ubity ptak w Martwej naturze z indykiem.
W tradycyjnym ujęciu martwa natura z ptactwem przedstawiała suto zastawiony stół, wyobrażenie przyszłej uczty. Jednak zamiast pozytywnych skojarzeń ptaki Goi wzbudzają raczej współczucie. Malarz nie skupia się na pięknie ptaków, lecz kładzie nacisk na ich niedawną śmierć, co jest interpretowane jako nawiązanie do tragicznych wydarzeń wojennych i ich ofiar. Stos bezwładnie splątanych ptasich ciał pogłębia dramatyzm sceny. Ta kompozycja przywołuje na myśl stosy ciał pomordowanych w czasie wojny ludzi, podkreślając związek martwych natur Goi z rycinami z serii Okropności wojny.

## Proweniencja
Seria martwych natur została odziedziczona przez syna Goi, Javiera, a następnie przeszła na jego wnuka Mariano. Mariano Goya przekazał te obrazy Franciscowi Antoniowi Narváez y Bordese, hrabiemu Yumuri, jako pokrycie długów. Po śmierci hrabiego w 1865 martwe natury zostały sprzedane (w kolekcji pozostawało wtedy dziewięć lub dziesięć z dwunastu obrazów) i trafiły do różnych zbiorów na całym świecie, a niektóre zaginęły. Martwe słonki zostały nabyte w Nowym Jorku przez Georges’a Wildensteina w 1948 roku, a następnie przez Meadows Museum w 1971 roku.